# 496 Gryphia
496 Gryphia
496 Gryphia là một tiểu hành tinh ở vành đai chính. Nó được xếp loại tiểu hành tinh kiểu S  và thuộc nhóm tiểu hành tinh Flora. Nó có đường kính khoảng 15 km và một suất phản chiếu ánh sáng là 0.168 .
Tiểu hành tinh này do Max Wolf phát hiện ngày 25.10.1902 ở Heidelberg, và được đặt theo tên 
thi sĩ người Đức Andreas Gryphius.